# 궈궈원
궈궈원(중국어 정체자: 郭國文, 병음: Guō Guówén, 한자음: 곽국문, 1967년 3월 11일~)은 중화민국의 정치인으로, 민주진보당의 입법위원이다. 

## 생애
1967년 타이난현 관먀오향에서 태어났다.

## 학력
- 국립 타이완 대학 국립발전연구소 석사
- 국립 성공 대학 정치경제연구소 박사